# Probabilistische Methode
Die probabilistische Methode ist ein nicht-konstruktives Beweisverfahren, das durch Paul Erdős geprägt wurde und vor allem in der Kombinatorik Anwendung findet. Die Methode beruht auf folgendem einfachen Prinzip: Um zu zeigen, dass es ein Objekt mit einer bestimmten Eigenschaft gibt, reicht es, eine Wahrscheinlichkeitsverteilung zu finden, sodass die Wahrscheinlichkeit, dass ein zufällig gewähltes Objekt die gewünschte Eigenschaft besitzt, positiv ist.

## Beispiel
Die Ramsey-Zahl {\displaystyle R(r,r)} ist die kleinste Zahl {\displaystyle n}, sodass in jedem vollständigen Graphen mit {\displaystyle n} Ecken, dessen einzelne Kanten jeweils entweder rot oder blau gefärbt sind, eine monochromatische {\displaystyle r}-Clique existiert, also {\displaystyle r} Ecken, sodass alle Kanten zwischen ihnen die gleiche Farbe haben. Während Ramsey eine obere Schranke für {\displaystyle R(r,r)} angab, fand Erdős mit der probabilistischen Methode eine untere Abschätzung.
Dazu betrachten wir einen vollständigen Graph mit {\displaystyle n} Ecken und färben seine Kanten alle unabhängig voneinander mit der Wahrscheinlichkeit {\displaystyle {\tfrac {1}{2}}} rot, sonst blau. Die Wahrscheinlichkeit, dass {\displaystyle r} gegebene Ecken dieses Graphen untereinander alle mit roten Kanten verbunden sind, ist dann {\displaystyle 2^{-{r \choose 2}}}. Die Wahrscheinlichkeit, dass irgendeine Auswahl von {\displaystyle r} Ecken eine monochromatische Clique bilden, ist dann höchstens {\displaystyle {n \choose r}\cdot 2\cdot 2^{-{r \choose 2}}}. Ist also {\displaystyle {n \choose r}2^{1-{r \choose 2}}<1}, so ist die Wahrscheinlichkeit, dass ein nach diesem Verfahren zufällig gefärbter Graph keine monochromatische {\displaystyle r}-Clique besitzt, positiv. Diese Ungleichung ist insbesondere für {\displaystyle n\leq 2^{r/2}} erfüllt, sodass {\displaystyle 2^{r/2}\leq R(r,r)} gilt.